# Campeonato Gaúcho 1944
In 1944 werd het 24ste Campeonato Gaúcho gespeeld voor voetbalclubs uit de Braziliaanse staat Rio Grande do Sul. Er werden regionale competities gespeeld en de kampioenen ontmoetten elkaar in de finaleronde die gespeeld werd van 24 september tot 22 oktober. Internacional, dat meteen in de finale mocht starten, werd kampioen. 

## Voorronde
In geval van gelijkspel werd een verlenging gespeeld, score tussen haakjes weergegeven. 
|                        |           |               |          |  |
| 24 september Voorronde | Cachoeira | 2 – 2 (1 - 0) | Floriano |  |
| 24 september Voorronde |           |               |          |  |

|                        |         |       |      |  |
| 24 september Voorronde | Pelotas | 2 – 3 | Bagé |  |
| 24 september Voorronde |         |       |      |  |

## Halve finale
|                |      |       |           |  |
| 1 oktober Heen | Bagé | 4 - 1 | Cachoeira |  |
| 1 oktober Heen |      |       |           |  |

|                 |           |       |      |  |
| 8 oktober Terug | Cachoeira | 1 – 2 | Bagé |  |
| 8 oktober Terug |           |       |      |  |

## Finale
|                             |      |       |               |                           |
| 15 oktober Eerste wedstrijd | Bagé | 3 – 1 | Internacional | Estádio Pedra Moura, Bagé |
| 15 oktober Eerste wedstrijd |      |       |               | Estádio Pedra Moura, Bagé |

Na de reguliere speeltijd werden verlengingen gespeeld.
|                             |                                                                              |             |      |                                   |
| 22 oktober Tweede wedstrijd | Internacional                                                                | 6 – 0 3 - 0 | Bagé | Estádio da Timbaúva, Porto Alegre |
| 22 oktober Tweede wedstrijd | Volpi 0'25', 99' Xinxim 22', 74', 77' Adãozinho 27', 84', 97' Tesourinha 93' |             |      | Estádio da Timbaúva, Porto Alegre |

|  | Internacional | Bagé |

## Kampioen
| Campeonato Gaúcho de 1944         |
| Porto Alegre                      |
| --------------------------------- |
| INTERNACIONAL Kampioen (7° titel) |